# Goteo (canción)
«Goteo» es una canción compuesta e interpretada por el rapero argentino Duki. El tema se lanzó el 6 de agosto de 2019 y fue incluido como el segundo sencillo de su álbum debut Súper sangre joven. En 2020, la canción fue nominada en la 21ª entrega anual de los Premios Grammy Latinos en la categoría mejor canción de rap/hip-hop.

## Producción y video musical
La canción fue producida por Asan, el video de la canción fue dirigido por Dano y grabado por Zazo Canvas, Nico Leonardo y Dano. El video fue grabado en Barcelona cuando Duki se presentó en el Razzmatazz en 2019.

## Remix
El remix de la canción fue lanzado el 23 de enero de 2020 que cuenta con la participación del rapero argentino C.R.O, el productor discográfico estadounidense Ronny J, el cantante italiano Capo Plaza y el rapero chileno Pablo Chill-E.

## Temática
La canción trata sobre una historia de superación del cantante y cuenta los lujos que se puede dar hoy en día. Referencias como "Estoy donde yo les dije que iba a estar y ¿Ustedes donde están? No los veo" (haciendo referencia a los que le tiraban odio. Que él ahora esta arriba y ellos no lograron nada", "Soy un rockstar, estoy que goteo" (Haciendo referencia a una estrella de rock con todos los lujos), "Creo que no lo creo, transpiro oro por los dedos" (Irónicamente diciendo que vive bañado en oro). El significado de goteo es una cualidad de tener fama y dinero.

## Posicionamiento en listas

### Semanal
| Listas (2019)                 | Mejor posición |
| ----------------------------- | -------------- |
| Argentina (Billboard Hot 100) | 10             |
| España (Top 100 Canciones)    | 5              |

### Fin de año
| Listas (2019)       | Mejor posición |
| ------------------- | -------------- |
| España (PROMUSICAE) | 68             |

## Certificaciones
| País   | Organismo certificador | Certificación    | Ventas certificadas | Ref.  |
| ------ | ---------------------- | ---------------- | ------------------- | ----- |
| México | AMPROFON               | 3× Platino + Oro | 280 000             | [ 8 ] |
| España | PROMUSICAE             | 3× Platino       | 180 000             | [ 9 ] |

## Premios y nominaciones
| Año  | Trabajo       | Premio                                                 | Resultado | Ref.   |
| ---- | ------------- | ------------------------------------------------------ | --------- | ------ |
| 2020 | Goteo         | Premios Grammy Latinos: Mejor Canción Rap/Hip-Hop      | Nominado  | [ 1 ]  |
| 2021 | Goteo (Remix) | Premios Gardel: Mejor Colaboración Musical Urbano/Trap | Pendiente | [ 10 ] |